# Opylacz (rolnictwo)
Opylacz — maszyna rolnicza przeznaczona do nanoszenia na rośliny uprawne sproszkowanych środków zwalczających szkodniki lub grzyby, rzadziej do nawożenia.
Opylacz wytwarza strumień powietrza, który rozpyla proszek, doprowadzany ze zbiornika rurami do dysz. Wytworzona chmura proszku pokrywa rośliny równomierną warstwą środka.
Na polach stosuje się dysze łyżkowe lub klinowe zaś przy opylaniu drzew- dysze cylindryczne.
Spotkać można opylacze ręczne lub plecakowe, w których strumień powietrza wytwarzany jest przez miech. Wydajność opylacza plecakowego wynosi około 0,2 ha/godzinę.
Większe opylacze są montowane na ciągnikach. Strumień powietrza jest w nich wytwarzany przez wentylator, napędzany przez wał odbioru mocy ciągnika.
Największą wydajność mają opylacze zamontowane na samolotach.